# Liste der preußischen Ministerpräsidenten
Dies ist die Liste der Preußischen Ministerpräsidenten seit der Märzrevolution 1848 bis zum Ende des Zweiten Weltkrieges 1945. Hinzu kommen die leitenden Minister in der Zeit von 1702 bis 1848.
Seit Gründung des Norddeutschen Bundes war es üblich, auch im Kaiserreich, dass ein neu ernannter Bundeskanzler/Reichskanzler auch zum preußischen Ministerpräsidenten ernannt wurde. Davon gab es einige Ausnahmen, beispielsweise war der letzte vom König ernannte Ministerpräsident, Robert Friedberg, kein Reichskanzler, sondern Max von Baden (beide im Oktober/November 1918).
Im Freistaat Preußen (bis 1933) war kein Ministerpräsident gleichzeitig Reichskanzler. In der Zeit des Nationalsozialismus war der preußische Ministerpräsident Göring auch Mitglied im Reichskabinett.

## Leitende Minister

### Zeitraum von 1702 bis 1848
| Name                                               | Amtsantritt | Amtsaustritt | Bild                                               |
| -------------------------------------------------- | ----------- | ------------ | -------------------------------------------------- |
| Johann Kasimir Kolbe von Wartenberg                | 1702        | 1711         | Johann Kasimir Kolbe von Wartenberg                |
| Heinrich Rüdiger von Ilgen                         | 1711        | 1728         | Heinrich Rüdiger von Ilgen                         |
| Friedrich Wilhelm von Grumbkow                     | 1728        | 1739         | Friedrich Wilhelm von Grumbkow                     |
| Heinrich von Podewils                              | 1739        | 1749         | Heinrich von Podewils                              |
| Georg Dietloff von Arnim-Boitzenburg               | 1749        | 1753         | Georg Dietloff von Arnim-Boitzenburg               |
| Karl Wilhelm von Finckenstein                      | 1749        | 1777         | Karl Wilhelm von Finckenstein                      |
| Friedrich Anton von Heinitz                        | 1777        | 1802         | Friedrich Anton von Heinitz                        |
| Friedrich Wilhelm von Arnim-Boitzenburg            | 1786        | 1798         |                                                    |
| Christian von Haugwitz (erste Amtszeit)            | 1802        | 1804         | Christian von Haugwitz                             |
| Karl August von Hardenberg (erste Amtszeit)        | 1804        | 1806         | Karl August von Hardenberg                         |
| Christian von Haugwitz (zweite Amtszeit)           | 1806        | 1806         | Christian von Haugwitz                             |
| Karl Friedrich von Beyme                           | 1806        | 1807         | Karl Friedrich von Beyme                           |
| Karl August von Hardenberg (zweite Amtszeit)       | 1807        | 1807         | Karl August von Hardenberg                         |
| Heinrich Friedrich Karl vom und zum Stein          | 1807        | 1808         | Heinrich Friedrich Karl vom und zum Stein          |
| Friedrich Ferdinand Alexander zu Dohna-Schlobitten | 1808        | 1810         | Friedrich Ferdinand Alexander zu Dohna-Schlobitten |
| Karl August von Hardenberg (dritte Amtszeit)       | 1810        | 1822         | Karl August von Hardenberg                         |
| Otto Carl Friedrich von Voß                        | 1822        | 1823         | Otto Carl Friedrich von Voß                        |
| Carl Friedrich Heinrich von Wylich und Lottum      | 1823        | 1841         | Carl Friedrich Heinrich von Wylich und Lottum      |
| Ludwig Gustav von Thile                            | 1841        | 1848         | Ludwig Gustav von Thile                            |

## Preußische Ministerpräsidenten

### Bis zur Gründung des Kaiserreichs (1848–1872)
| Name                                          | Amtsantritt                 | Amtsaustritt       | Kabinett                          | Bild                                          |
| --------------------------------------------- | --------------------------- | ------------------ | --------------------------------- | --------------------------------------------- |
| Adolf Heinrich Graf von Arnim-Boitzenburg     | 19. März 1848               | 29. März 1848      | Kabinett Arnim-Boitzenburg        | Adolf Heinrich Graf von Arnim-Boitzenburg     |
| Ludolf Camphausen                             | 29. März 1848               | 20. Juni 1848      | Kabinett Camphausen-Hansemann     | Ludolf Camphausen                             |
| Rudolf von Auerswald                          | 25. Juni 1848               | 21. September 1848 | Kabinett Auerswald-Hansemann      | Rudolf von Auerswald                          |
| Ernst von Pfuel                               | 21. September 1848          | 1. November 1848   | Kabinett Pfuel                    | Ernst von Pfuel                               |
| Friedrich Wilhelm von Brandenburg             | 2. November 1848            | 6. November 1850   | Kabinett Brandenburg-Manteuffel   | Friedrich Wilhelm von Brandenburg (Politiker) |
| Adalbert von Ladenberg                        | 9. November 1850            | 4. Dezember 1850   | Kabinett Ladenberg                | Adalbert von Ladenberg                        |
| Otto Theodor Freiherr von Manteuffel          | 19. Dezember 1850           | 6. November 1858   | Kabinett Manteuffel               | Otto Theodor von Manteuffel                   |
| Karl Anton Fürst von Hohenzollern-Sigmaringen | 6. November 1858            | 12. März 1862      | Kabinett Hohenzollern-Sigmaringen | Karl Anton                                    |
| Adolf Prinz zu Hohenlohe-Ingelfingen          | 17. März 1862               | 23. September 1862 | Kabinett Hohenlohe-Ingelfingen    |                                               |
| Otto Graf von Bismarck (ab 1871 Fürst)        | 22. oder 23. September 1862 | 22. Dezember 1872  | Kabinett Bismarck/Roon            | Otto von Bismarck                             |

### Während des Kaiserreichs (1873–1894)
| Name                          | Amtsantritt      | Amtsaustritt     | Kabinett               | Bild                          |
| ----------------------------- | ---------------- | ---------------- | ---------------------- | ----------------------------- |
| Albrecht Graf von Roon        | 1. Januar 1873   | 9. November 1873 | Kabinett Bismarck/Roon | Albrecht Graf von Roon        |
| Otto Fürst von Bismarck       | 9. November 1873 | 20. März 1890    | Kabinett Bismarck/Roon | Otto von Bismarck             |
| Georg Leo Graf von Caprivi    | 20. März 1890    | 22. März 1892    | Kabinett Caprivi       | Leo von Caprivi               |
| Botho Wendt Graf zu Eulenburg | 22. März 1892    | 26. Oktober 1894 | Kabinett Eulenburg     | Botho Wendt Graf zu Eulenburg |

### Ministerpräsidenten und gleichzeitig Reichskanzler (1894–1918)
| Name                                        | Amtsantritt      | Amtsaustritt       | Kabinett                           | Bild                                        |
| ------------------------------------------- | ---------------- | ------------------ | ---------------------------------- | ------------------------------------------- |
| Chlodwig Fürst zu Hohenlohe-Schillingsfürst | 29. Oktober 1894 | 17. Oktober 1900   | Kabinett Hohenlohe-Schillingsfürst | Chlodwig Fürst zu Hohenlohe-Schillingsfürst |
| Bernhard Fürst von Bülow                    | 17. Oktober 1900 | 14. Juli 1909      | Kabinett Bülow                     | Bernhard und Marie von Bülow                |
| Theobald von Bethmann Hollweg               | 14. Juli 1909    | 13. Juli 1917      | Kabinett Bethmann Hollweg          | Theobald von Bethmann Hollweg               |
| Georg Michaelis                             | 14. Juli 1917    | 1. November 1917   | Kabinett Michaelis                 | Georg Michaelis                             |
| Georg Friedrich Graf von Hertling           | 1. November 1917 | 30. September 1918 | Kabinett Hertling                  | Georg Friedrich Graf von Hertling           |
| Robert Friedberg (kommissarisch)            | 3. Oktober 1918  | 13. November 1918  | Kabinett Hertling                  |                                             |

### Weimarer Republik (1918–1933)
| Name                              | Amtsantritt       | Amtsaustritt     | Partei    | Kabinett                 | Bild                |
| --------------------------------- | ----------------- | ---------------- | --------- | ------------------------ | ------------------- |
| Paul Hirsch Heinrich Ströbel      | 12. November 1918 | 3. Januar 1919   | SPD USPD  | Revolutionskabinett      |                     |
| Paul Hirsch                       | 3. Januar 1919    | 25. März 1920    | SPD       | (I.)                     |                     |
| Otto Braun (erste Amtszeit)       | 27. März 1920     | 10. März 1921    | SPD       | I.                       | Otto Braun          |
| Adam Stegerwald                   | 21. April 1921    | 5. November 1921 | Zentrum   | (I.)                     | Adam Stegerwald     |
| Otto Braun (zweite Amtszeit)      | 7. November 1921  | 23. Januar 1925  | SPD       | II.                      | Otto Braun          |
| Wilhelm Marx                      | 18. Februar 1925  | 20. Februar 1925 | Zentrum   | (I.)                     | Wilhelm Marx        |
| Otto Braun (dritte Amtszeit)      | 6. April 1925     | 20. Juli 1932    | SPD       | III.                     | Otto Braun          |
| Franz von Papen (erste Amtszeit)  | 20. Juli 1932     | 3. Dezember 1932 | parteilos | Kommissariat Papen I, II | Franz von Papen     |
| Kurt von Schleicher               | 3. Dezember 1932  | 28. Januar 1933  | parteilos | Kommissariat Schleicher  | Kurt von Schleicher |
| Franz von Papen (zweite Amtszeit) | 30. Januar 1933   | 7. April 1933    | parteilos | Kommissariat Papen III   | Franz von Papen     |

### Nationalsozialismus (1933–1945)
| Name           | Amtsantritt    | Amtsaustritt   | Partei | Kabinett | Bild           |
| -------------- | -------------- | -------------- | ------ | -------- | -------------- |
| Hermann Göring | 11. April 1933 | 23. April 1945 | NSDAP  | (I.)     | Hermann Göring |